# 楔葉粗面介
楔葉粗面介（学名：Traehyleberis cuneatelles）为粗面介科粗面介屬下的一个种。